# 格洛托夫卡
格洛托夫卡（羅馬化：Glotovka）是俄罗斯乌里扬诺夫斯克州的市级镇，为该州因扎区第二大聚居地，也是该区唯一的一座市级镇。地处乌里扬诺夫斯克州西部，位于区行政中心因扎东北、州府乌里扬诺夫斯克西南方。镇内设有同名铁路车站，位于因扎－乌里扬诺夫斯克线上。附近城市有因扎和巴雷什。
该地2022年人口有1,743人；2010年人口2,428；2002年人口3,066；1989年人口3,504。